# Nogent-le-Bernard
Nogent-le-Bernard är en kommun i departementet Sarthe i regionen Pays de la Loire i nordvästra Frankrike. Kommunen ligger i kantonen Bonnétable som tillhör arrondissementet Mamers. År 2022 hade Nogent-le-Bernard 876 invånare.

## Befolkningsutveckling
Antalet invånare i kommunen Nogent-le-Bernard
| Referens: INSEE |